# ديفيد هاسكيل
ديفيد هاسكيل (بالإنجليزية: David Haskell)‏ هو مغني وممثل أمريكي، ولد في 4 يونيو 1948 في الولايات المتحدة، وتوفي بنفس المكان في 30 أغسطس 2000.

## وصلات خارجية
- ديفيد هاسكيل على موقع IMDb (الإنجليزية)
- ديفيد هاسكيل على موقع روتن توميتوز (الإنجليزية)
- ديفيد هاسكيل على موقع ميوزك برينز (الإنجليزية)
- ديفيد هاسكيل على موقع قاعدة بيانات برودواي على الإنترنت (الإنجليزية)
- ديفيد هاسكيل على موقع إن إن دي بي (الإنجليزية)
- ديفيد هاسكيل على موقع ديسكوغز (الإنجليزية)
- ديفيد هاسكيل على موقع قاعدة بيانات الفيلم (الإنجليزية)